# Chlorotettix nigromaculatus
Chlorotettix nigromaculatus är en insektsart som beskrevs av Delong 1923 . Chlorotettix nigromaculatus ingår i släktet Chlorotettix och familjen dvärgstritar. Inga underarter finns listade i Catalogue of Life.